# Bro Goth Agan Tasow
Bro Goth agan Tasow (Vieja Tierra de nuestros padres en córnico) es uno de los himnos regionales de Cornualles. Su melodía es también la del himno nacional de Gales (Hen Wlad Fy Nhadau) y la del himno regional de Bretaña (Bro gozh ma zadoù). La música está escrita por James James en 1856.

## Letra oficial (en córnico)
Bro goth agan tasow, dha fleghes a'th kar,

Gwlas ker an howlsedhes, pan vro yw dha bar?

War oll an norvys 'th on ni skollys a-les,

Mes agan kerensa yw dhis.
Coro
Kernow! Kernow, y keryn Kernow;
An mor hedre vo yn fos dhis a-dro
'Th on onan hag oll rag Kernow!
Gwlaskor Mytern Arthur, an Sens kens, ha'n Gral

Moy kerys genen nyns yw tiredh aral,

Ynnos jy pub karn, nans, menydh ha chi

A gows yn Kernewek dhyn ni.
Coro
Yn tewlder an bal ha war donnow an mor,

Pan esen ow kwandra dre diryow tramor

Yn pub le pynag, hag yn keniver bro

Y treylyn kolonnow dhiso.
Coro